# Allée couverte du Grand Argantel

Schema Galeriegrab –

Die Allée couverte du Grand Argantel liegt in der Rue de l’Argantel, etwa 350 m entfernt von der Allée couverte de la Couette in Ploufragan im Département Côtes-d’Armor in der Bretagne in Frankreich.
Das Südost-Nordwest-orientierte Galeriegrab aus Dolerit hat eine Länge von 11,4 m und besteht aus 28 Blöcken, 19 davon sind Tragsteine im Westen und Osten, 8 sind Decksteine, eine Platte ist ein Endstein. Die Höhe der Orthostaten beträgt etwa 1,2 m, drei Steine wurden durch Blitzschlag zerstört. Reste des Hügels sind noch sichtbar.
Ausgrabungen erbrachten eine Feuersteinklinge und ein Vasenfragment mit flachem Boden.
Die Allée couverte von Grimolet liegt im Zentrum der Stadt, der Menhir Le Sabot, in der Nähe.